# Макаренкознавство
Макаренкознавство — галузь діяльності (у тому числі наукової), переважно теоретичної, яка вивчає як виховну педагогіку Антона Макаренка та її придатність в теперішньому часі; історико-біографічні сторони діяльності самого Макаренка, виховно-педагогічних колективів під його керівництвом, його сподвижників і супротивників, співробітників і послідовників, вихованців.

## Історія
Перший докладний нарис про Колонії їм. Горького та її керівника Антона Макаренко написала українська журналістка Надія Феліксівна Остроменцька (1893—1968). Влітку 1926 року вона працювала в «колонії» клубною працівницею, згодом вихователькою.
З одного боку, ця публікація пропагувала досвід Антона Макаренко, з іншого, Остроменцька у своєму нарисі не втрималася від фантазій про те, що вихованців Колонії їм. Горького нібито нерідко карали киями, за якими самих же вихованців попередньо посилали в ліс.
Цей нарис потрапив у поле зору Надії Крупської і послужив однією з причин її відомого різко критичного виступу на адресу Макаренка на з'їзді комсомолу у травні 1928 р. і подальшого відсторонення Макаренка від керівництва «колонією».
У 1985 р. проф. Фроловим були опубліковані листи Макаренка до Остроменцької з цього приводу від 4 квітня і 7 червня 1928 р. Якщо в листі від 4 квітня цього року Макаренко дякував журналістці за її нарис, то в червневому листі, після доповіді Крупської, він вказує на негативні наслідки матеріалу: «Після Вашої статті мене тут стали доїдати вкінець. Після промови Крупської на комсомольському з'їзді, в якій вона згадала про Вашу статтю, я вже не бачив іншого виходу, як піти з колонії»
Надія Остроменецька трохи пізніше написала і перший художній твір про вихованців табору — «Повість про Решиде і Мишка», про її досвід в інтернатах Чечні. Звертає увагу те, що і тут автор вдається до опису сцен насильства. Так, вже на початку цієї книги описується жорстоке побиття горцем своєї дружини сковорідкою, що подається як приклад архаїчного, але ще живучого звичаю народного виховання жінок на Кавказі, що, звичайно, викликає природну прикрість читача.
На базі Марбургского університету була зроблена спроба видання праць Макаренко німецькою та російською мовами без цензури, що неможливо було вчинити у СРСР, але у 1982 році, після виходу семи томів, видання було припинено. Визнання і популярність отримали праці доктора філософії, доцента Гетца Хілліга (ФРН), члена АПН України, який багато років очолював Міжнародну макаренкознавчу асоціацію (пізніше Гетц Хілліг до своєї смерті у 2019 р. був віце-президентом ММА).
Натомість, з іншого боку ряду закордонних публікацій щодо методу Макаренко і його виховного досвіду, відрізнялися крайньою упередженістю та критикою.
- З 2001 р. в Україні не вітаються дослідження щодо макаренкознавства, ускладнено розгляд і захист дисертацій в цьому напрямі.